# Flor Lambrechts

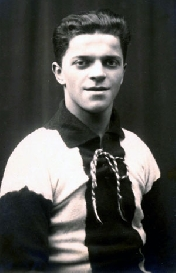
Flor Lambrechts

Florent "Flor" Jan Maria Lambrechts (Antwerpen, 25 maart 1910 - 14 april 1990) was een Belgisch voetballer die speelde als aanvaller. Hij speelde in Eerste klasse bij Antwerp FC en RCS La Forestoise en was in het seizoen 1935/36 Belgisch topschutter.
Lambrechts debuteerde in 1927 in het eerste elftal van Antwerp in een vriendschappelijke wedstrijd. Het duurde nog tot het seizoen 1929/30 vooraleer hij een vaste basisplaats kon veroveren. Lambrechts werd met Antwerp landskampioen in 1929 en 1931 en de ploeg werd tweede in 1930, 1932 en 1933. In het seizoen 1935/36 werd Lambrechts topschutter in de Eerste klasse met 37 doelpunten. In de thuiswedstrijd tegen Berchem Sport van dat seizoen, die Antwerp met 11-0 won, maakte Lambrechts zeven doelpunten.
Na een conflict over de ontslagen trainer Molnar schorste Antwerp in 1937 een aantal basisspelers, waaronder ook Lambrechts. Hij verhuisde dat jaar naar de toenmalige Tweedeklasser RCS La Forestoise en bleef er tot in 1946 spelen. De club dwong promotie naar Eerste klasse af in 1941. Nadat de competitie, die door de Tweede Wereldoorlog was onderbroken, terug hervat werd in 1945, speelde hij er nog één seizoen.In totaal speelde hij 208 wedstrijden in eerste klasse en scoorde 150 doelpunten.